# Berdkunq
Berdkunq (in armeno Բերդկունք?, conosciuto anche come Berdkunk, in passato Aghkala) è un comune dell'Armenia di 290 abitanti (2009) della provincia di Gegharkunik.